# Фацелия
Фацелия (Phacelia) е род от около 200 вида едногодишни или многогодишни тревисти растения от семейство Пореч, произхождащи от Северна и Южна Америка. Калифорния е особено богата на видове с над 90 регистрирани в региона.
Видът пчела Andrena phaceliae е специализиран опрашител на този род в източните Съединени щати.

## Класификация
Родът традиционно се поставя в ранг на семейство с водните листа (Hydrophyllaceae) в реда Boraginales. Групата по филогенеза на покритосеменните, признавайки, че традиционните Boraginaceae и Hydrophyllaceae са парафилетични едно спрямо друго, слива последните в първите и счита семейството за основно в кладата Euasterids I. Други ботаници продължават да разпознават Hydrophyllaceae и Boraginales, след като анализират вторичната структура на генетичния регион ITS1, а не неговата последователност за тези по-високи таксономични нива. Това поставя Phacelia в рамките на Hydrophyllaceae. Допълнителен молекулярен таксономичен анализ на Boraginales разделя Boraginales на две и поставя Phacelia сред монофилетичните тревисти Hydrophyllaceae в Boraginales II.

## Приложение
Много от едногодишните и многогодишните видове са култивирани като градински и медоносни растения.

## Алергени
Има съобщения, че жлезистите власинки на стъблата, цветовете и листата на някои видове фацелия отделят маслени капчици, които могат да причинят неприятен кожен обрив (контактен дерматит) при някои хора, по-специално от P. brachyloba, P. campanularia, P. crenulata, P. gina-glenneae, P. grandiflora, P. ixodes, P. minor и P. pedicellata. Основният контактен алерген на P. crenulata е идентифициран като геранилхидрохинон, а на P. minor като геранилгеранилхидрохинон.

## Видове
Избрани видове фацелия:
- Phacelia adenophora
- Phacelia affinis
- Phacelia anelsonii
- Phacelia argentea
- Phacelia argillacea
- Phacelia austromontana
- Phacelia bicolor
- Phacelia bolanderi
- Phacelia brachyloba
- Phacelia breweri
- Phacelia californica
- Phacelia calthifolia
- Phacelia campanularia
- Phacelia cicutaria
- Phacelia ciliata
- Phacelia coerulea
- Phacelia congdonii
- Phacelia cookei
- Phacelia corymbosa
- Phacelia covillei
- Phacelia crenulata
- Phacelia cryptantha
- Phacelia curvipes
- Phacelia dalesiana
- Phacelia davidsonii
- Phacelia distans
- Phacelia divaricata
- Phacelia douglasii
- Phacelia egena
- Phacelia eisenii
- Phacelia exilis
- Phacelia fimbriata
- Phacelia floribunda
- Phacelia formosula
- Phacelia fremontii
- Phacelia grandiflora
- Phacelia greenei
- Phacelia grisea
- Phacelia gymnoclada
- Phacelia hastata
- Phacelia humilis
- Phacelia hydrophylloides
- Phacelia imbricata
- Phacelia insularis
- Phacelia inundata
- Phacelia inyoensis
- Phacelia ivesiana
- Phacelia lemmonii
- Phacelia leonis
- Phacelia linearis
- Phacelia longipes
- Phacelia malvifolia
- Phacelia marcescens
- Phacelia minor
- Phacelia mohavensis
- Phacelia monoensis
- Phacelia mustelina
- Phacelia mutabilis
- Phacelia nashiana
- Phacelia neglecta
- Phacelia nemoralis
- Phacelia orogenes
- Phacelia pachyphylla
- Phacelia parishii
- Phacelia parryi
- Phacelia pedicellata
- Phacelia perityloides
- Phacelia phacelioides
- Phacelia platyloba
- Phacelia pringlei
- Phacelia procera
- Phacelia purpusii
- Phacelia purshii
- Phacelia quickii
- Phacelia racemosa
- Phacelia ramosissima
- Phacelia rattanii
- Phacelia rotundifolia
- Phacelia saxicola
- Phacelia sericea
- Phacelia stebbinsii
- Phacelia stellaris
- Phacelia tanacetifolia
- Phacelia thermalis
- Phacelia vallicola
- Phacelia vallis-mortae
- Phacelia viscida

## Галерия
- Phacelia argentea
- Phacelia bicolor
- Phacelia californica
- Phacelia congesta
- Phacelia distans
- Phacelia fremontii
- Phacelia hastata
- Phacelia parryi
- Phacelia rotundifolia
- Phacelia secunda
- Phacelia sericea
- Phacelia tanacetifolia
- Phacelia purshii